# 德意志门

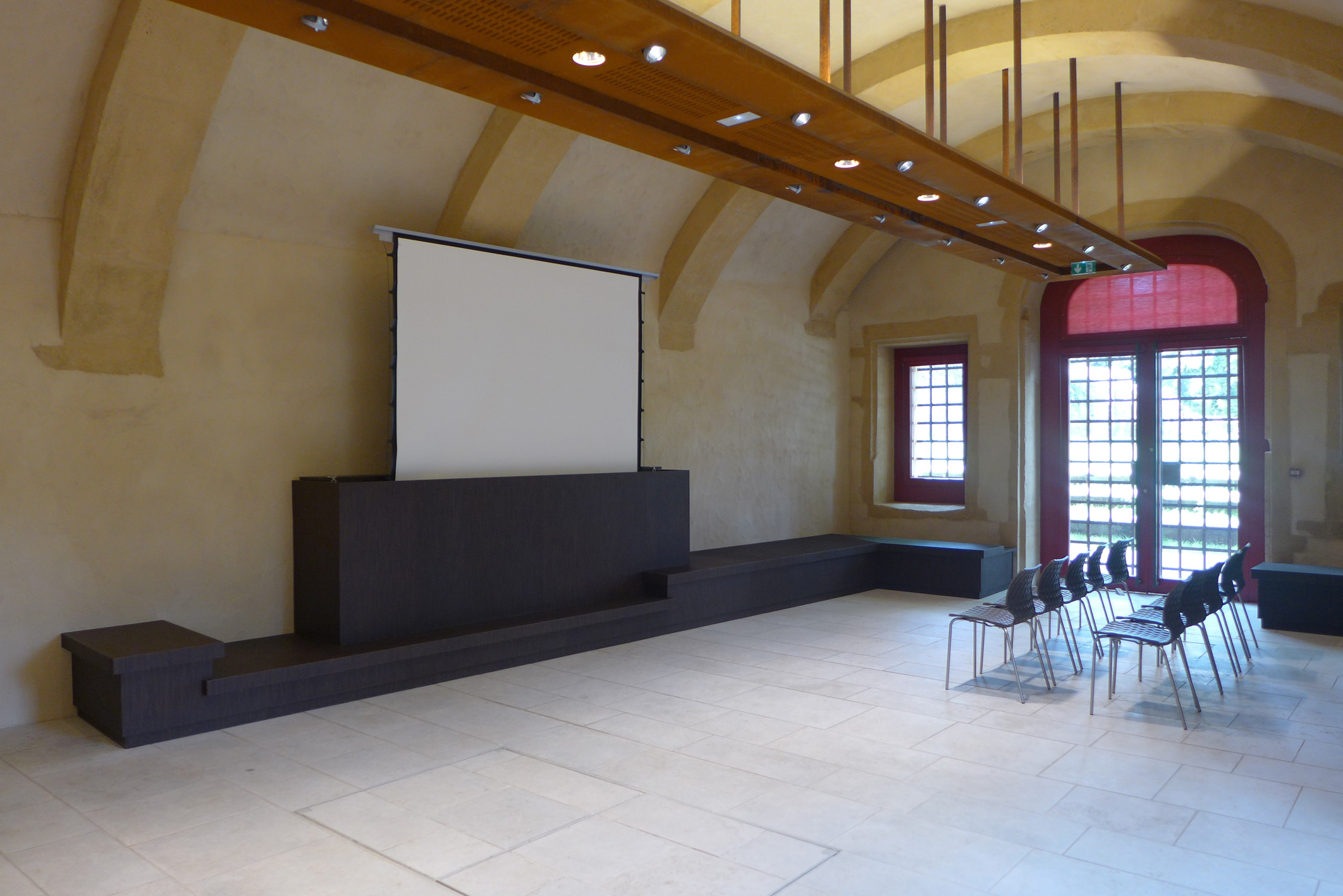

德意志门（Porte des Allemands）是法国阿尔萨斯-香槟-阿登-洛林大区梅斯东部的一个城门，建于13-16世纪，是中世纪梅斯城墙的最大残留，反映梅斯中世纪军事建筑的演变。其风格为哥特式和文艺复兴风格。
1966年12月3日，德意志门列为法国历史古迹。

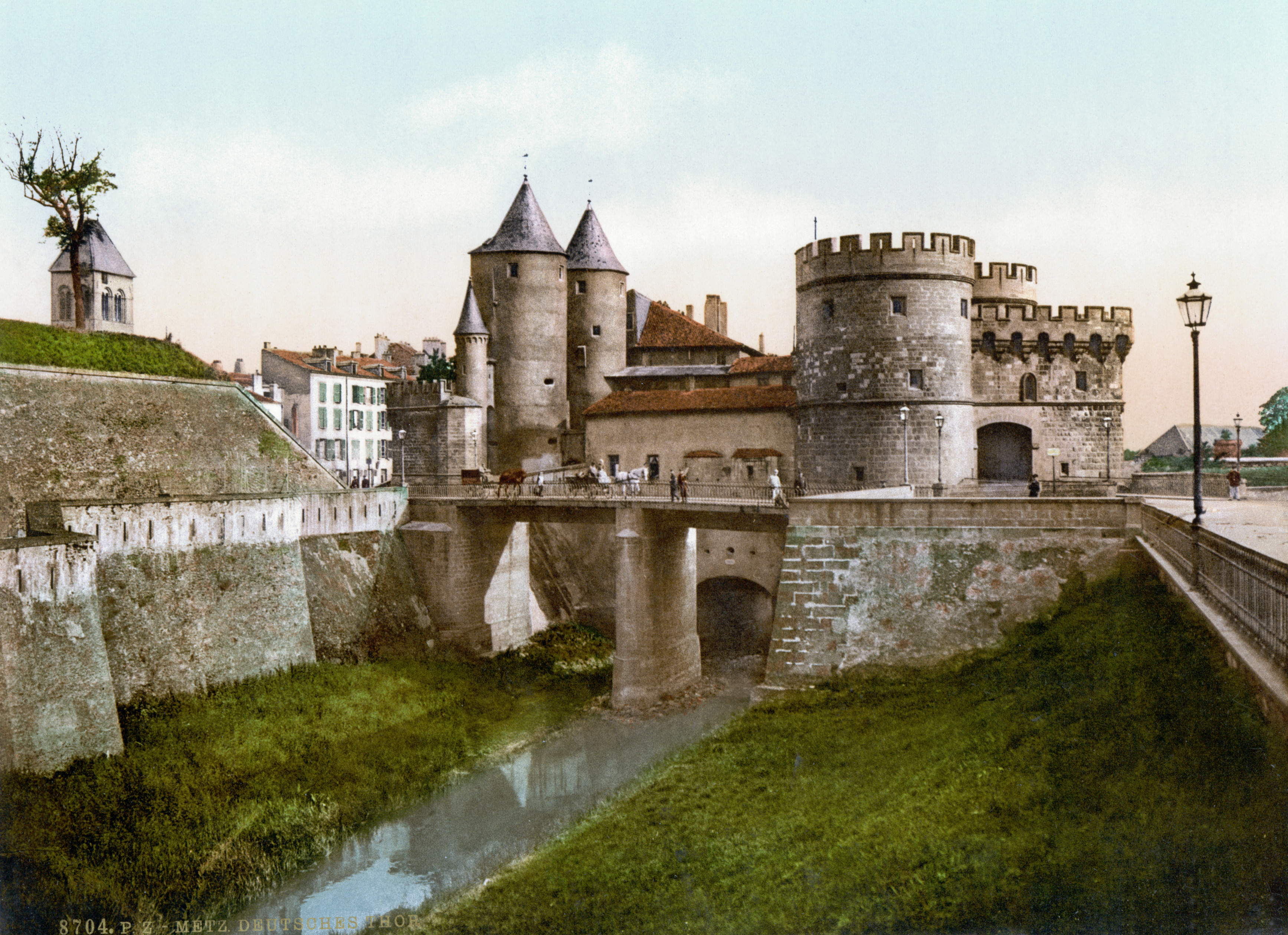
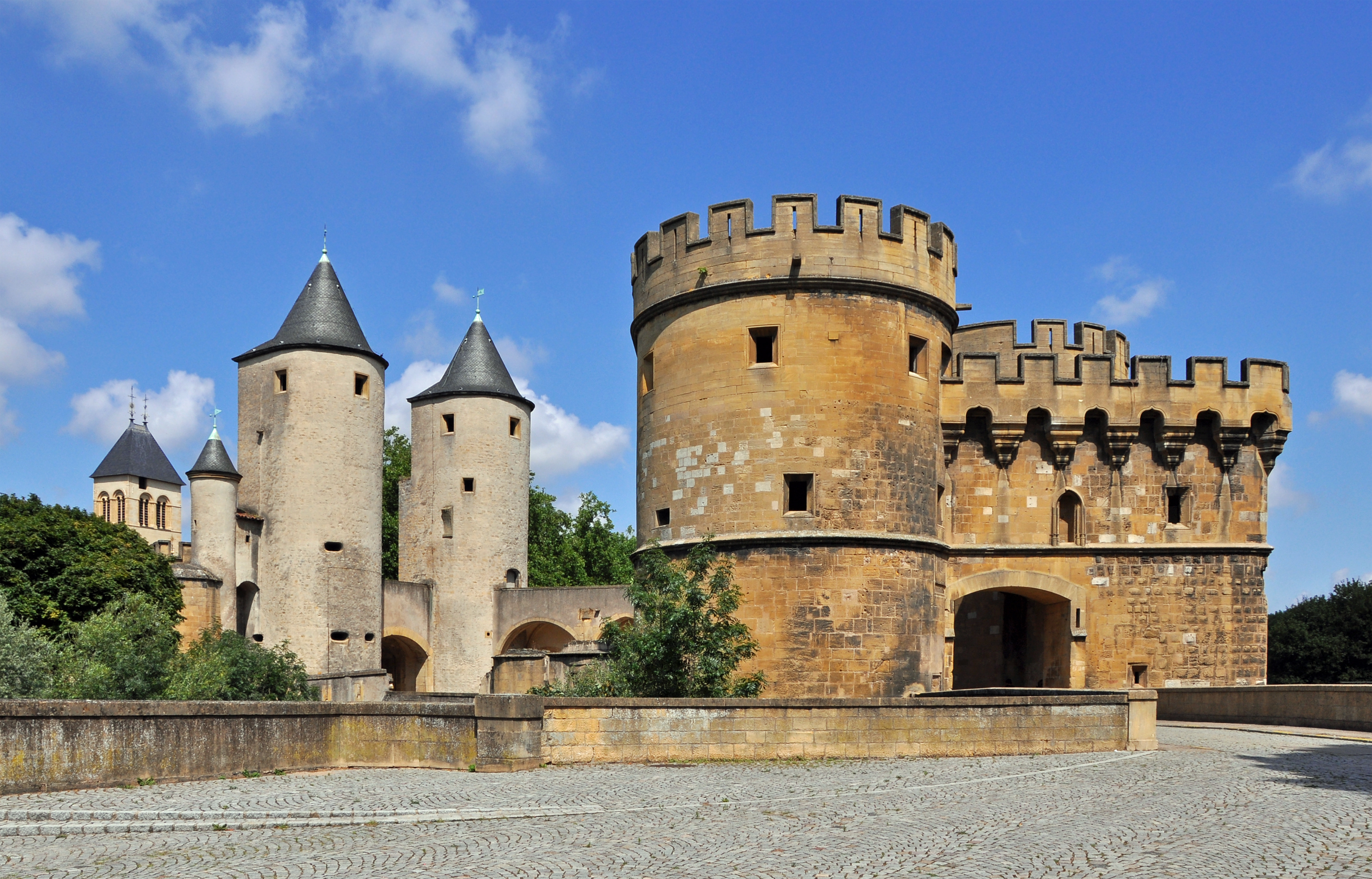
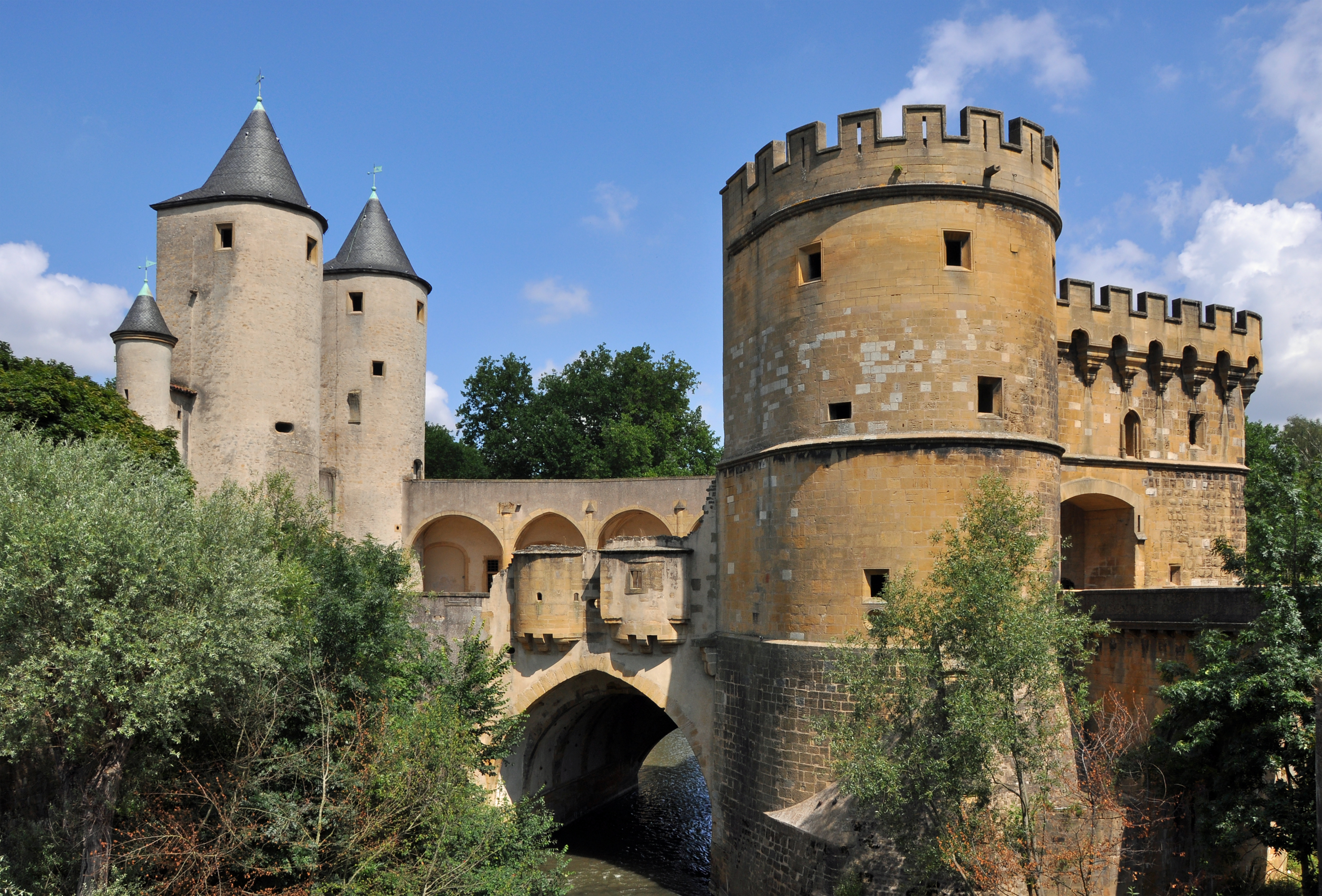
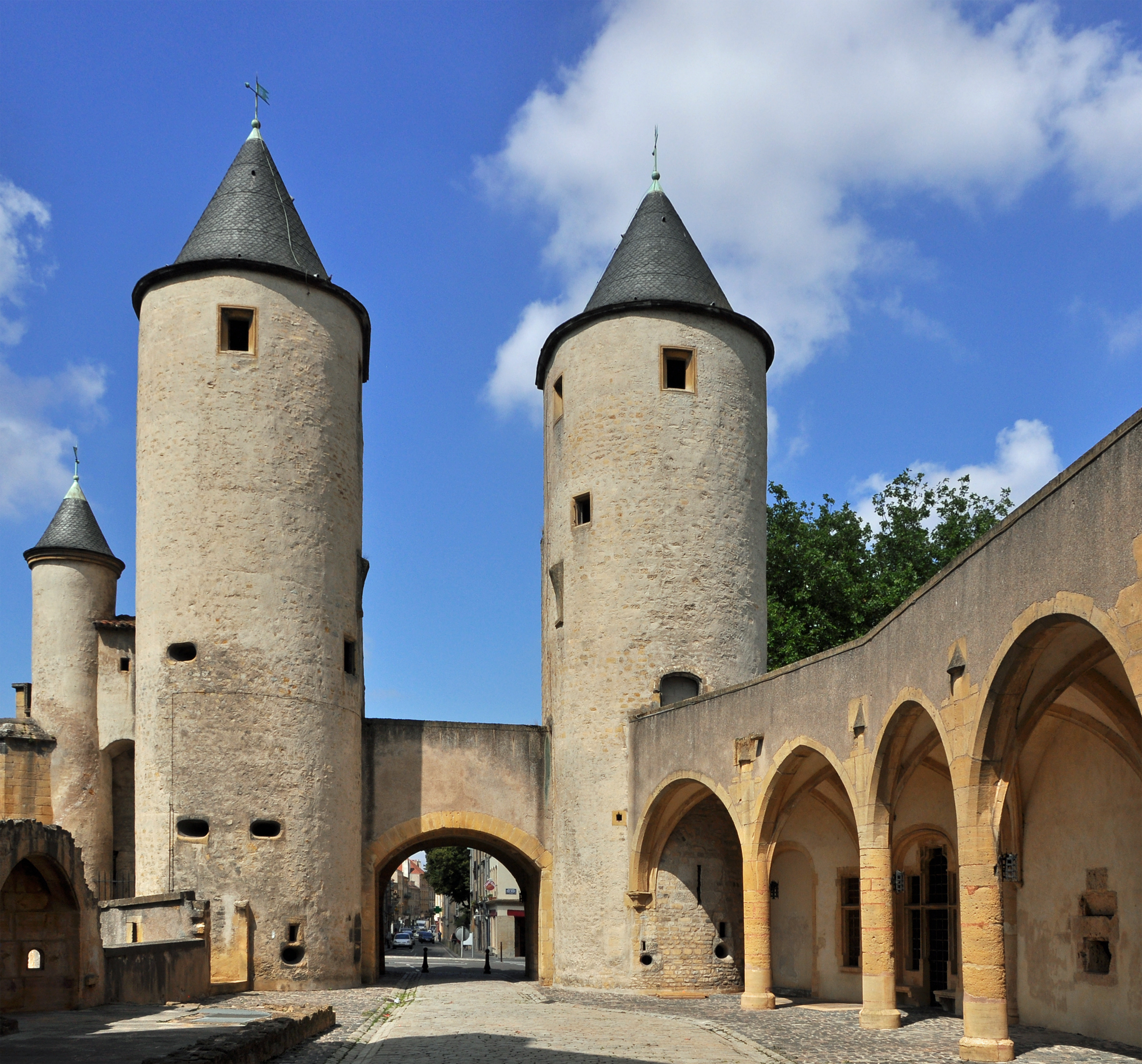
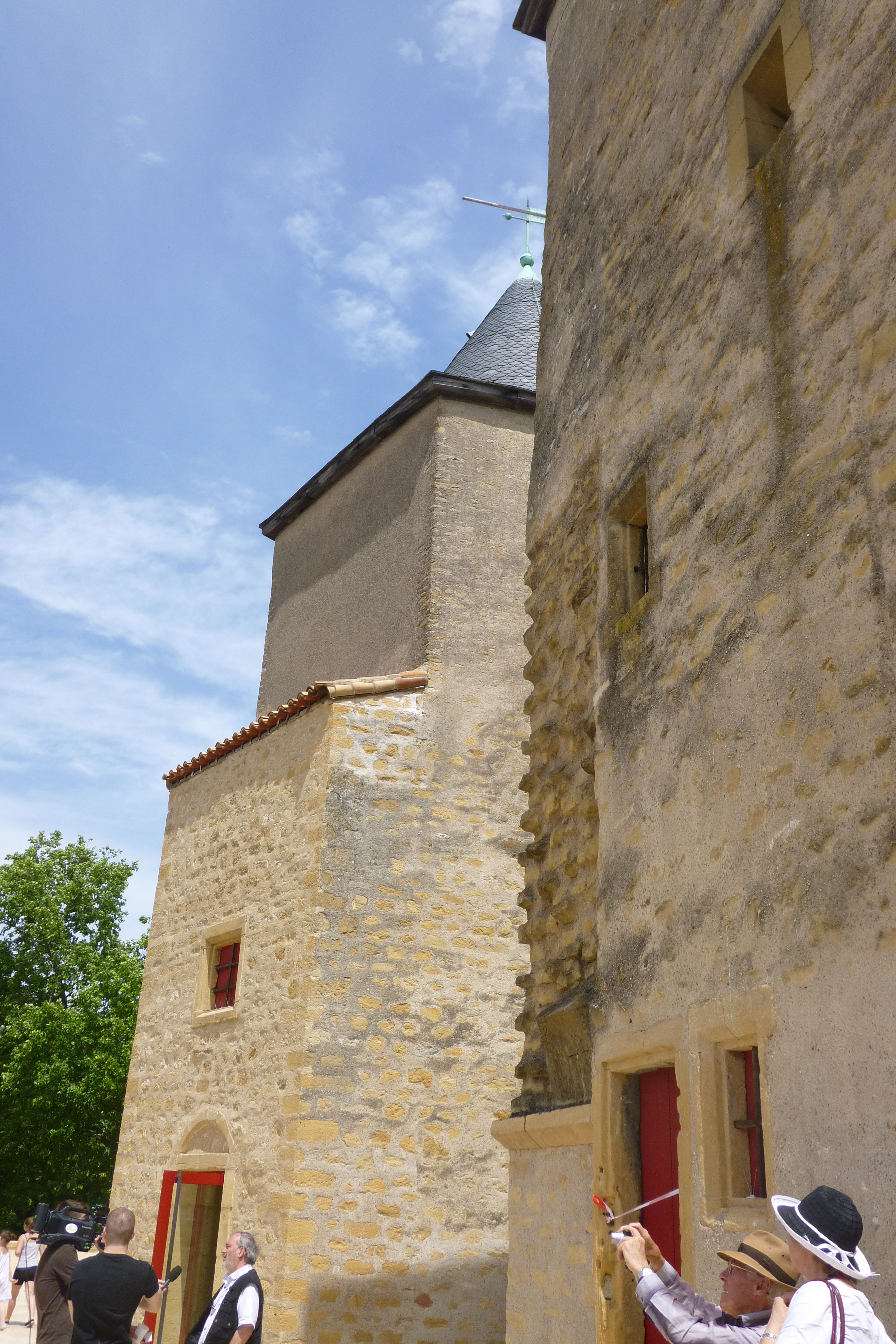
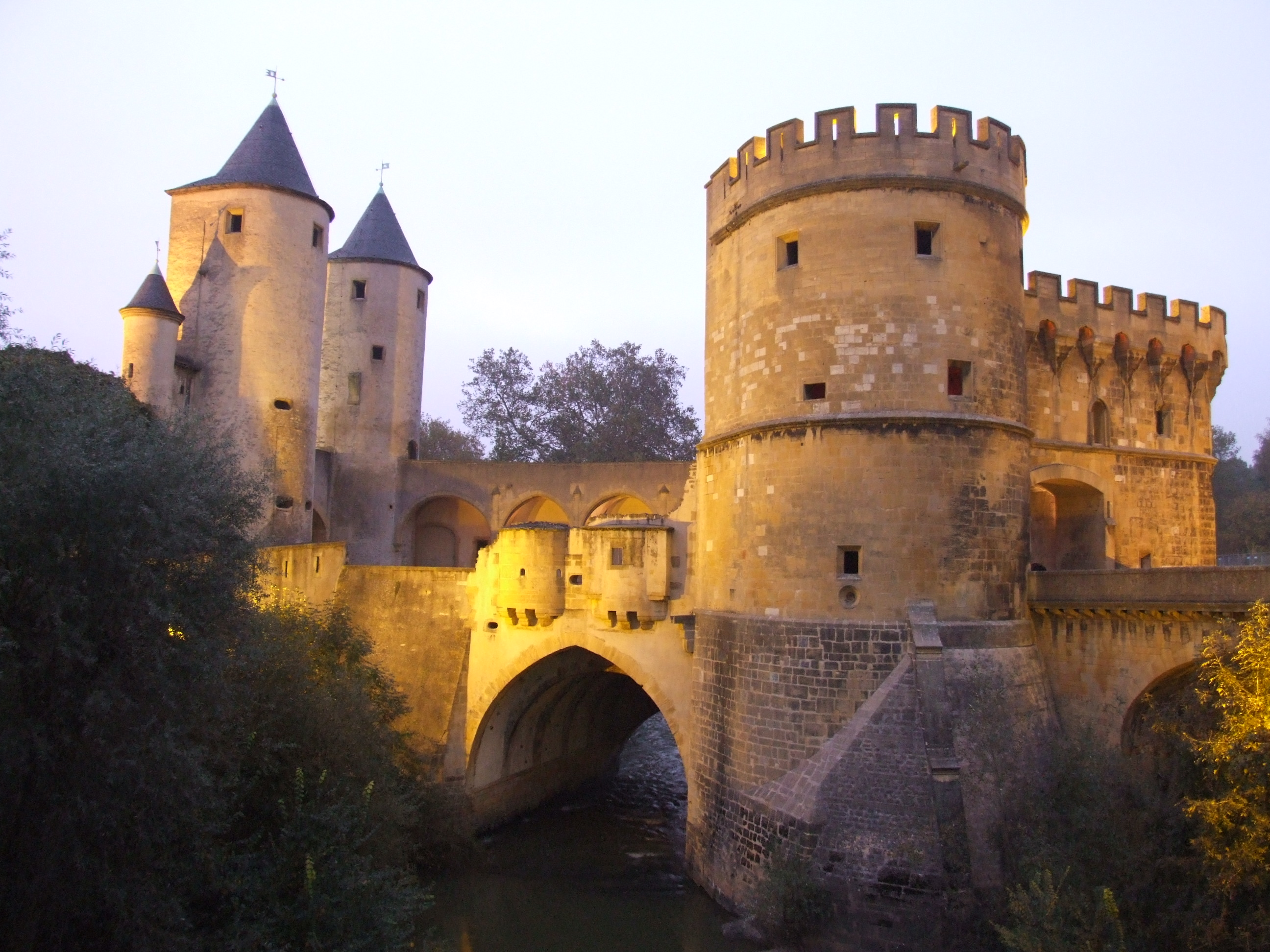
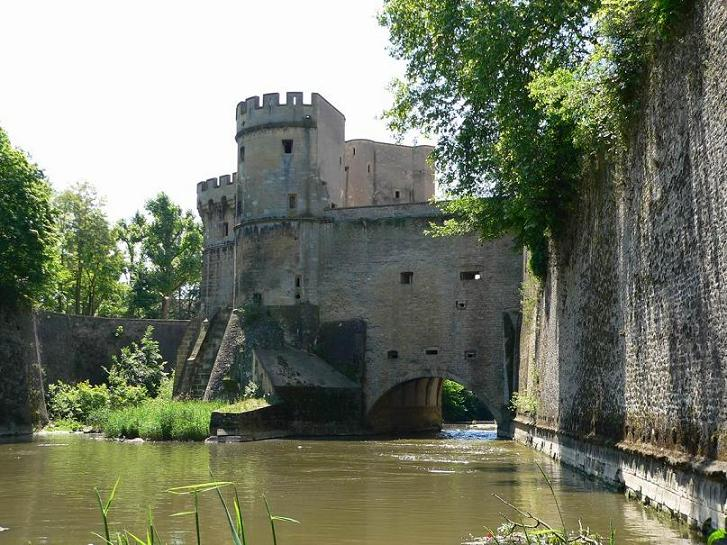
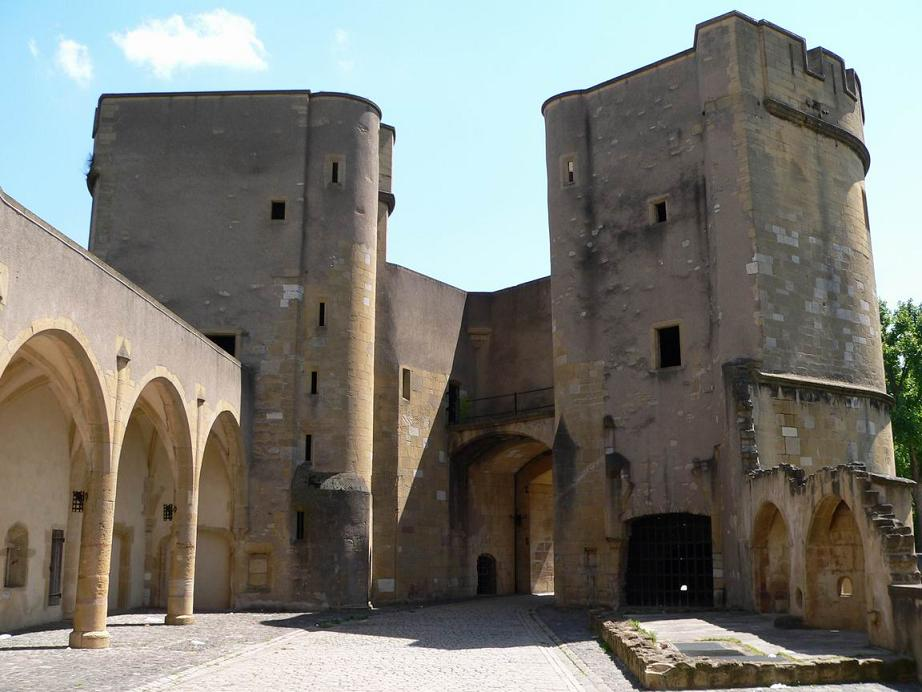
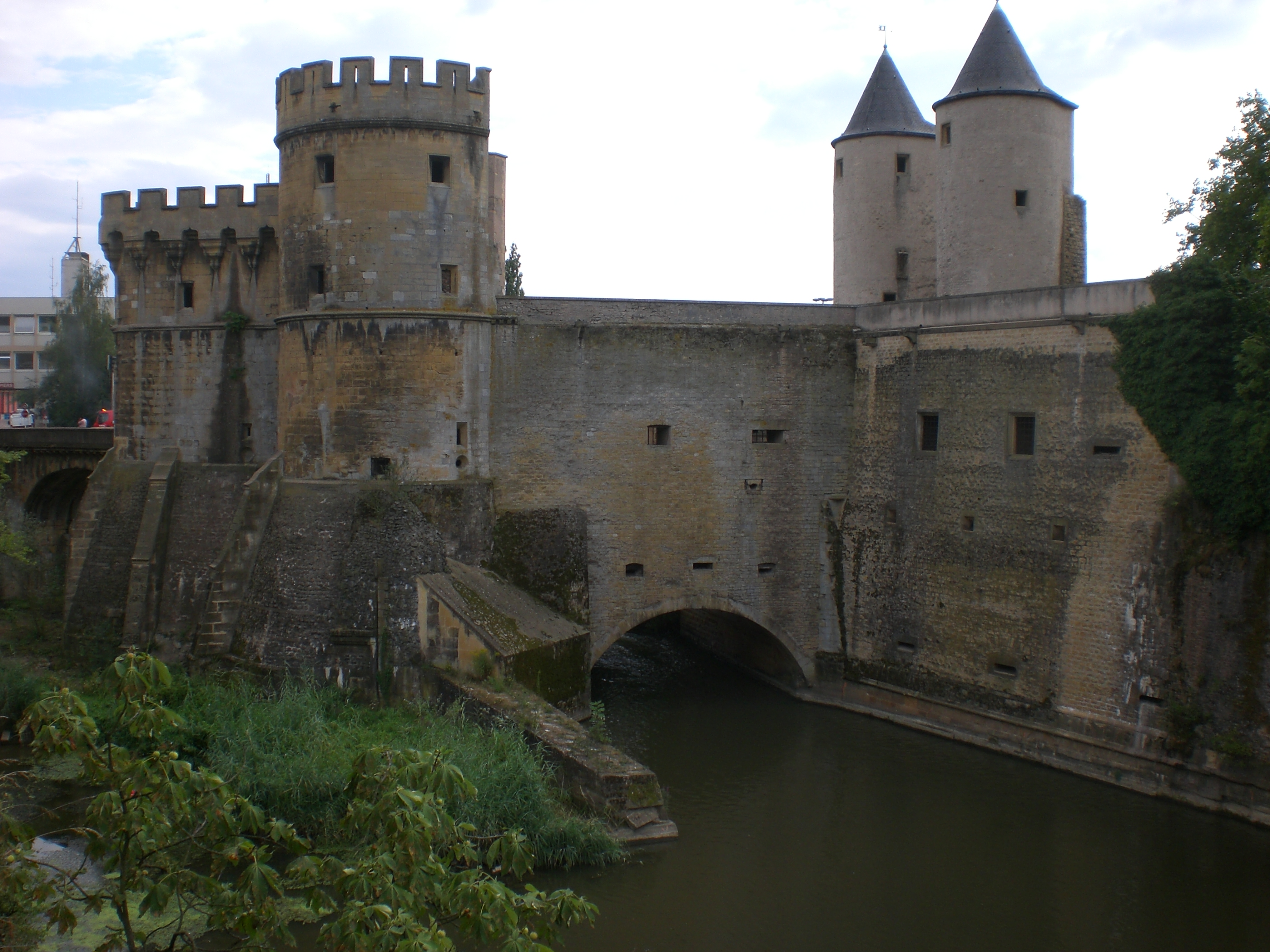
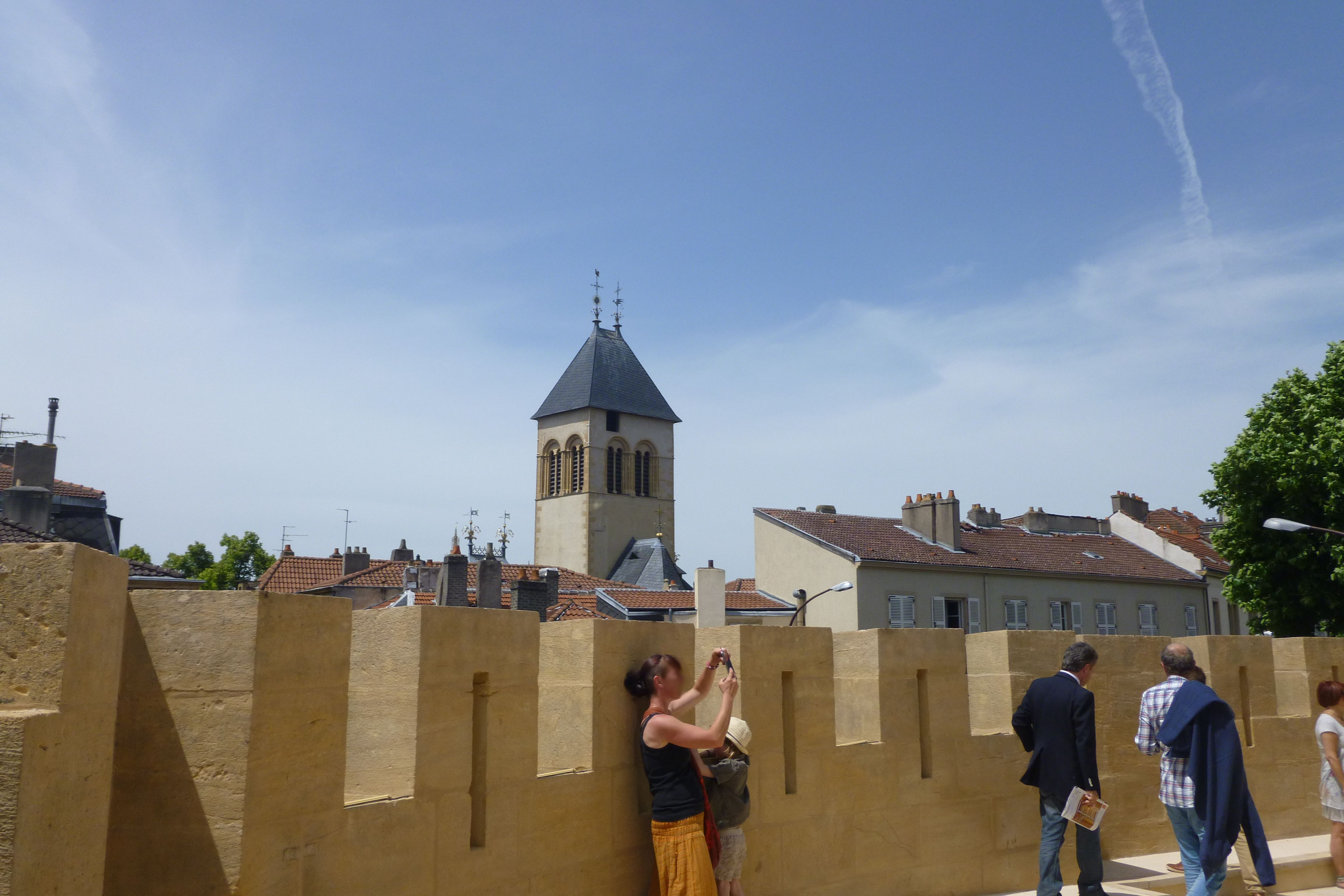